# Unio
Unio is een geslacht van tweekleppige weekdieren. De soorten in dit geslacht zijn zoetwatermossels en worden ook wel stroommossels genoemd en zijn fossiel bekend vanaf het Trias.
Unio is het typegeslacht van de familie Unionidae (de Najaden). De schildersmossel (Unio pictorum) is de typesoort van dit geslacht.

## Schelpkenmerken
Stroommossels hebben een langgerekt, meestal eivormige schelp met een afgeronde voorzijde en een spitser toelopende achterzijde. De schelp is meestal vrij dik en heeft aan de buitenkant een dik periostracum dat een geelgroene tot donkerbruine kleur kan hebben. Bij de umbo bevindt zich een sculptuur van enkele rugae. Er is een parelmoeren binnenkant. Het slot is heterodont en heeft krachtige cardinale en laterale tanden.
De vertegenwoordigers van het geslacht Unio hebben meestal grote, even scharnierende behuizingen met een lengte van meer dan veertig millimeter. De meeste soorten hebben een afgeronde, korte tot langwerpige eivormige of enigszins trapeziumvormige, ook wigvormige omtrek van de behuizing. De vortex steekt niet of nauwelijks uit. De buitenkant van de behuizing is typisch glad of heeft fijne groeven of vouwen, minder vaak kan het grof geribbeld zijn. De dikke tot dunwandige schaal bestaat uit een binnenste aragonitische parelmoerlaag, een middelste aragonitische prismalaag en een dikke organische periostracum. De wervel zit voor het midden, het achterste deel van de behuizing langer dan het voorste deel. De wervel is relatief laag en gebeeldhouwd met grove, meestal concentrische, maar ook onderbroken plooien. Het gebied is min of meer duidelijk ontwikkeld. Het slot bestaat uit twee hoofdtanden en twee achterste tanden in de linkerklep en een hoofdtand en een achterste tand in de rechterklep ('schizodontes' -slot). De broedzak (marsupium) neemt alle vier de kieuwbladeren op. De ontwikkeling vindt plaats via larven (glochidia), die parasiteren op vissenkieuwen.

## Geografische verspreiding en habitat
De soorten van het geslacht Unio komen voor in Europa, Noord-Afrika en het Midden-Oosten. De bruine mossel komt ook voor in de regio Amoer en Beringia (Tsjoektsjenschiereiland, Kamtsjatka en Alaska). Drie soorten van het geslacht Unio zijn ook inheems in Duitsland: Unio crassus, Unio pictorum en Unio tumidus. De mosselen leven in kalme en stromende wateren. Unio is fossiel met zekerheid vanaf het Jura aanwezig.

## Bedreiging
Omdat stroommossels net als veel andere Najaden schoon, zuurstofrijk water nodig hebben zijn veel soorten bedreigd. In Nederland wordt Unio crassus nanus (Bataafse stroommossel) als bedreigd beschouwd en is mogelijk zelfs uitgestorven. Een op het eiland Réunion voorkomende soort (Unio cariei) lijkt geheel uitgestorven.

## Europese soorten
- Unio crassus nanus Lamarck, 1819 (Bataafse stroommossel)
- Unio delphinus Spengler 1793
- Unio elongatulus C. Pfeiffer 1825
- Unio gibbus Spengler 1793
- Unio mancus Lamarck 1819
- Unio pictorum (Linnaeus, 1758) (Schildersmossel)
- Unio tigridis Bourguignat, 1852
- Unio tumidus Philipsson, 1788 (Bolle stroommossel)

## Soorten
De soortenlijst volgens WoRMS is:
- Unio crassus Philipsson, 1788
- Unio elongatulus C. Pfeiffer, 1825
- Unio introrugatus Connolly, 1931
- Unio kirchbergensis Krauss, 1852 †
- Unio mancus Lamarck, 1819
- Unio migliorinii Magrograssi, 1928 †
- Unio pictorum (Linnaeus, 1758)
- Unio pseudatavus Bukowski, 1896 †
- Unio tigridis Bourguignat, 1852
- Unio tumidus Philipsson, 1788

### Taxon inquirendum
- Unio tenuis Gray in Griffith & Pidgeon, 1833

### Nomen dubium
- Unio radula Say, 1829

### Nomen nudum
- Unio (Naia) Lea, 1836
- Unio pequottinus Linsley, 1845